# Вајткорт (Алберта)
Вајткорт (енгл. Whitecourt) је варошица у централном делу канадске провинције Алберта и припада статистичкој регији Северна Алберта. Варош је смештена на раскрсници провинцијских ауто-путева 32 и 33 на 177 km северозападно од административног центра провинције Едмонтона и 279 km југоисточно од града Гранд Прери. Неких 80 km јужније је варошица Свон Хилс. 
Крај града протичу реке Атабаска и Маклауд.
Једна од најважнијих знаменитости вароши налази се 10 km југоисточно а реч је великом кратеру насталом услед удара метеорита. Кратер је откривен 2007, његов пречник је 36 м а дубина 9 m. Претпоставља се да је настао пре око 1.100 година.
Насеље је основано 1910. на месту које су припадници народа Кри називали Sagitawah што значи место где се сусрећу реке. Насеље је 1959. добило статус села, а свега две године касније и вароши.
Према рзултатима пописа из 2011. у вароши је живело 9.605 становника што је повећање од 7,1% у односу на попис из 2006. када је регистровано 8.971 житеља.
Привредну основу вароши чине дрвопрерађивачка и нафтна индустрија и туризам. Пољопривреда је слабо развијена. 
Западно од града налази се аеродром који је по важности на деветом месту у провинцији.
Од 1998. Вајткорт има потписан уговор о сарадњи са градићем Јубецу из Јапана.

## Становништво
| 1996. | 2001. | 2006. | 2011. | 2016.  |
| ----- | ----- | ----- | ----- | ------ |
| 7.783 | 8.334 | 8.971 | 9.605 | 10.204 |